# Leemberg (buurtschap)
Leemberg is een buurtschap in de gemeente Woensdrecht in de Nederlandse provincie Noord-Brabant. Het ligt even ten zuiden van de plaats Ossendrecht.
Dorpen en gehuchten: Calfven · Hoogerheide · Huijbergen · Ossendrecht · Putte · Woensdrecht

Buurtschappen: Aanwas · Eiland · Hageland · Hondseind · Korteven · Leemberg · 't Marktje · Oude Stee · Overberg · Plaatsluis · Schoelieberg · Zandfort

Noord-Brabant: Steden en dorpen      Nederland: Provincies · Gemeenten